# Trần Hữu Tước
Trần Hữu Tước (13 tháng 10 năm 1913 - 23 tháng 10 năm 1983) là giáo sư, bác sĩ chuyên khoa tai - mũi - họng, một nhà khoa học lớn của Việt Nam. Ông là người đã cống hiến trọn đời mình cho sự nghiệp y tế cách mạng, sự nghiệp bảo vệ sức khỏe nhân dân, có công lớn trong việc xây dựng và phát triển chuyên ngành Tai-Mũi-Họng Việt Nam. Ông đã được tặng danh hiệu Anh hùng Lao động năm 1966 và Giải thưởng Hồ Chí Minh năm 1996 cùng nhiều huân huy chương khác.
Năm 1937, ông lấy bằng Tiến sĩ y khoa tại Đại học Paris và là một giáo sư trợ lý Tai-Mũi-Họng. Sau khi Thế chiến thứ II bùng nổ vào tháng 9 năm 1939, ông gia nhập quân đội Pháp với tư cách là một bác sĩ quân đội. Tháng 5 năm 1946, Hồ Chí Minh và Bộ trưởng Bộ Ngoại giao tại Paris Marius Moutet đã có cuộc đàm phán về sự độc lập của Việt Nam. Sau khi gặp gỡ Hồ Chí Minh, ông trở về nước và gia nhập Việt Nam Độc Lập Đồng Minh Hội.
Ngoài ra, ông còn là Viện trưởng Viện Tai-Mũi-Họng Trung ương đầu tiên, Ủy viên đoàn Chủ tịch Ủy ban Trung ương Mặt trận Tổ quốc Việt Nam, Phó Chủ tịch đầu tiên của Tổng hội Y học, Phó Chủ tịch Hội Chữ Thập Đỏ, Chủ tịch đầu tiên Hội Tai-Mũi-Họng Việt Nam và Đại biểu Quốc hội các khóa II, III và IV. Tên ông được đặt cho một con phố ở Hà Nội để vinh danh ông.

## Thời niên thiếu
Ông sinh ngày 13 tháng 10 năm 1913 trong một gia đình trung lưu tại làng Bạch Mai, huyện Hoàn Long, tỉnh Hà Đông, nay thuộc phường Bạch Mai, quận Hai Bà Trưng, thành phố Hà Nội.  Lớn lên, ông là một trong những học sinh xuất sắc tại Trường Albert Sarraut, được gửi sang Pháp học và đậu vào Đại học Y khoa Paris. Ông thấy được nỗi nhục mất nước và cần phải tìm ra một con đường cứu nước, kể cả phải sang Pháp.

## Sự nghiệp
Bảo vệ luận án bác sĩ y khoa xuất sắc năm 1937 với nội dung "Phương pháp tạo hình tai tự thân, áp dụng sau khi nạo vét xương chũm", ông thi đỗ và làm trợ lý cho giáo sư Lemierre, chuyên gia Tai Mũi Họng danh tiếng thời đó tại Bệnh viện Nhi khoa Nếch- cơ. Trong khoảng từ 1936 đến 1946, ông đã công bố nhiều nghiên cứu về tai mũi họng đăng trên các tạp chí, có công trình được đưa vào Bách khoa toàn thư y học Pháp. Ông cũng là một trong những người đầu tiên mổ điếc theo phương pháp Lem-pơ. Là bác sĩ tai mũi họng nổi tiếng, ông được mời hợp tác giảng dạy, điều trị tại nhiều bệnh viên của Pháp, nên lương rất cao và sống sung túc. Năm 1939, Đại chiến thế giới lần thứ II bùng nổ, ông tham gia vào hàng ngũ những người kháng chiến yêu nước Pháp, chống lại quân Đức.
Ngày 31 tháng 5 năm 1946, Hồ Chí Minh - Chủ tịch nước Việt Nam Dân chủ Cộng hòa cùng phái đoàn Việt Nam sang Pháp dự Hội nghị Fontainebleau . Tháng 9 cùng năm, sau khi ký tạm ước 14/9, phái đoàn Việt Nam trở về nước, ông là một trong những trí thức theo Hồ Chủ tịch về nước (cùng với Võ Đình Quỳnh, Võ Quý Huân và Trần Đại Nghĩa) theo lời kêu gọi của Hồ Chí Minh từ bỏ cuộc sống giàu sang, trở về Việt Nam phụng sự nhân dân.
Trong Kháng chiến chống Pháp, ông tham gia giảng dạy tại Trường Đại học Y Dược tại chiến khu. Hoà bình lập lại, ông trở thành Giám đốc Bệnh viện Bạch Mai, Hà Nội (1955 - 1969), Giáo sư Đại học Y Dược Hà Nội, Trưởng Bộ môn Tai Mũi Họng của trường, Chủ tịch Hội Tai Mũi Họng Việt Nam (1961-1983), Viện trưởng đầu tiên của Viện Tai Mũi Họng Trung ương (từ 1969), đảng viên Đảng Cộng sản Việt Nam (1960), Đại biểu Quốc hội, Uỷ viên Trung ương Mặt trận Tổ quốc Việt Nam, Chủ tịch đầu tiên của Tổng hội Y học Việt Nam, Phó Chủ tịch Hội Chữ thập đỏ Việt Nam.
Từ lúc mới thành lập cho đến lúc cuối đời, ông đã đóng góp toàn bộ sức lực để xây dựng ngành Tai Mũi Họng Việt Nam hoàn chỉnh, đồng thời có nhiều công trình nghiên cứu, chuyên sâu vàp các lĩnh vực: ung thư tai - mũi - họng (ung thư vòm, hạ họng, thanh quản), viêm tai - xương chũm hài nhi; apxe não và tiểu não do tai, điếc trẻ em, dị ứng trong tai - mũi - họng, nội soi...
Với những đóng góp của mình, ông được trao tặng danh hiệu Anh hùng Lao động và truy tặng Giải thưởng Hồ Chí Minh về khoa học công nghệ đợt I (1996).
Ông mất ngày 23 tháng 10 năm 1983, hưởng thọ 70 tuổi. Tên của ông được đặt cho một con phố thuộc phường Nam Đồng, quận Đống Đa, TP Hà Nội.

## Liên kết
- Giáo sư Trần Hữu Tước - Người thầy thuốc theo Bác Hồ về nước Lưu trữ ngày 8 tháng 1 năm 2005 tại Wayback Machine
- Kỷ niệm 100 năm ngày sinh GS. BS. Trần Hữu Tước: Vị chủ tịch đầu tiên của Tổng hội Y học Việt Nam